# Zeuzerodes
Zeuzerodes is een geslacht van vlinders van de familie venstervlekjes (Thyrididae).

## Soorten
- Z. albiapicata (Warren, 1900)
- Z. argentistriata Warren, 1900
- Z. castanea Warren, 1907
- Z. fasciata Warren, 1905
- Z. fumatilis (Pagenstecher, 1892)
- Z. hypohaemia (Hampson, 1906)
- Z. leuconotula (Pagenstecher, 1892)
- Z. maculata Warren, 1907
- Z. nigrata (Warren, 1897)
- Z. subfulvata Warren, 1904